# Apalnäs
Apalnäs är en cirka 700 meter lång bebyggd udde i södra Önningeby vid Önningebyfjärden i Jomala på Åland. Här finns ett rösegravfält på en nord-sydlöpande bergsrygg.